# Euseius quetzali
Euseius quetzali är en spindeldjursart som beskrevs av D. McMurtry 1985. Euseius quetzali ingår i släktet Euseius och familjen Phytoseiidae. Inga underarter finns listade i Catalogue of Life.